# Maguindanao

Maguindanaos läge i Filippinerna

Maguindanao är en provins på ön Mindanao i Filippinerna. Den tillhör regionen Muslimska Mindanao och har ungefär 520 000 invånare (2006). Maguindanao och provinsen Shariff Kabunsuan, som bildades i slutet av 2006, har tillsammans en yta av 4 900 km². En grov uppskattning är att båda provinserna upptar ungefär hälften var av totalytan.
Administrativ huvudort är Shariff Aguak. Provinsen är indelad i 22 kommuner.
En massaker med synbarligen politiska motiv ägde rum 23 november 2009 i Maguindanao. Över 50 personer dödades, däribland familjen till guvernörskandidaten Esmael Magnudadatu samt ett stort antal journalister. Andal Ampatuan jr, son till den sittande provinsguvernören Andal Ampatuan sr, är huvudmisstänkt för dådet.